# Tuenno
Tuenno är en ort och frazione i kommunen Ville d'Anaunia i provinsen Trento i regionen Trentino-Sydtyrolen i Italien. 
Tuenno upphörde som kommun den 1 januari 2016 och bildade med de tidigare kommunerna Nanno och Tassullo den nya kommunen Ville d'Anaunia. Den tidigare kommunen hade 2 425 invånare (2015).